# موسیقی تروپیکال

## موسیقی استوایی(به اسپانیایی: música tropical)

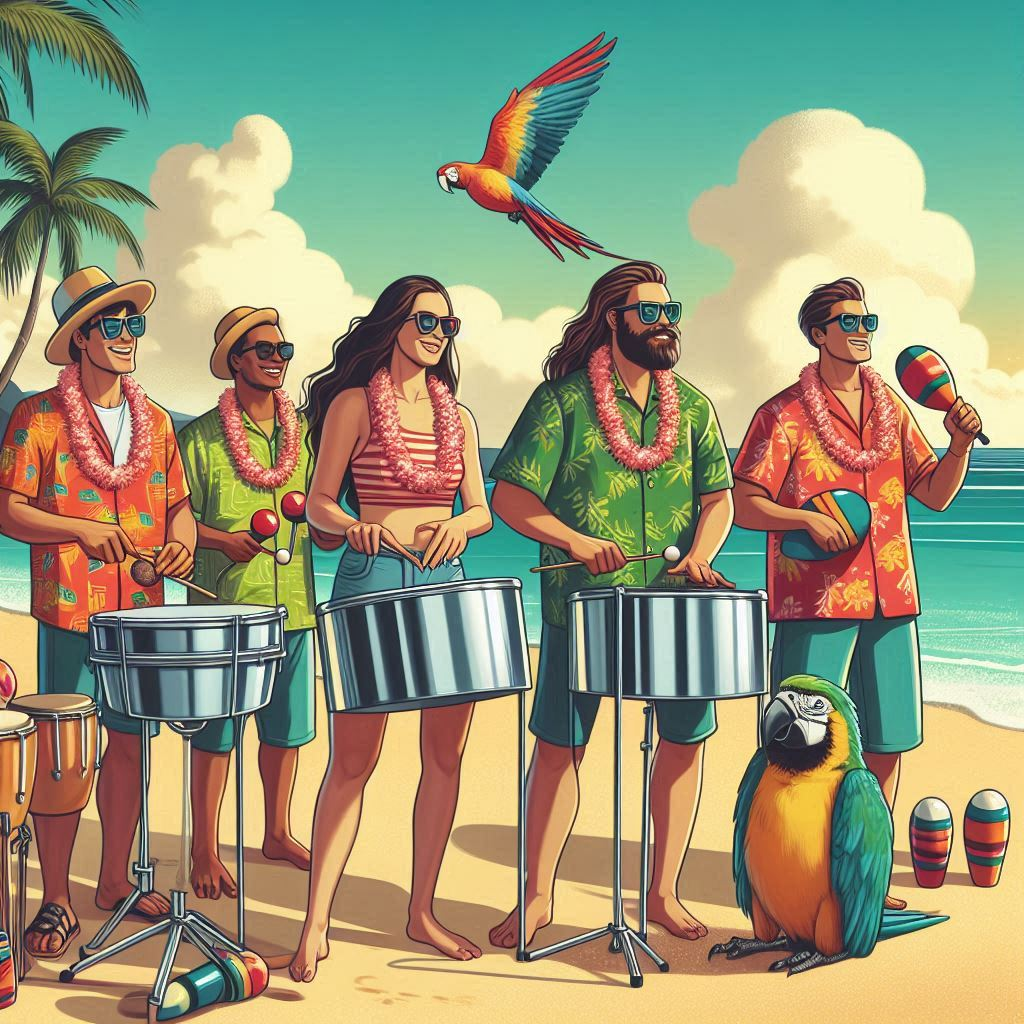
موسیقی استوایی

موسیقی استوایی (به اسپانیایی: música tropical) اصطلاحی در صنعت موسیقی لاتین است که به ژانرهای موسیقی برگرفته از نواحی اسپانیایی زبان کارائیب یا تحت تأثیر آن ها اشاره دارد. جزایر کوبا، پورتوریکو، جمهوری دومینیکن و مناطق ساحلی دریای کارائیب کلمبیا، مکزیک، آمریکای مرکزی و ونزوئلا را شامل می شود.
در دهه‌های 1940 و 1950، اصطلاح موسیقی استوایی برای پوشش تمام موسیقی‌های هیسپانوفون کارائیب به استثنای موسیقی کوبا، که دسته و جایگاه خاص خود را در بازار موسیقی آمریکا (و تا حدودی اروپایی) داشت، ایجاد شد. با این حال، بعداً در قرن بیستم پس از انقلاب کوبا، موسیقی استوایی معنای گسترده‌تری پیدا کرد و برای تمایز ژانرهای کارائیب مانند کامبیا و سون کوبانو از ژانرهای داخلی مانند تجانو و نورتنیو استفاده شد.
منابع
1. 1 2 3  Negus، Keith (۱۹۹۹). Music Genres and Corporate Cultures. New York: Routledge. ص. ۱۳۳.